# ATP-touren
ATP-touren är en serie om 65 tennisturneringar för professionella manliga tennisspelare som spelas under hela året, och där resultaten ligger till grund för en rankning.

## Bakgrund
År 1972 bildades Association of Tennis Professionals (ATP), för att tillvarata manliga professionella tennisspelares intressen. Året efter bildades motsvarande organisation för kvinnliga spelare, WTA. ATP bildades på initiativ av flera spelare, där de mest framträdande var Jack Kramer och Arthur Ashe. Kramer blev tillsammans med Sydafrikanen Cliff Drysdale organisationens första ledare. Mellan 1968, då the Open Era inleddes, och 1990 organiserades de flesta turneringarna av World Championship Tennis Incorporated (WCT, grundad av amerikanen Lamar Hunt) i konkurrens med dem som organiserades av International Tennis Federation (ITF), bland andra de så kallade Grand Prix-turneringarna. År 1990 övertog ATP huvudansvaret för de världsomfattande professionella tennisturneringar som var aktuella vid den tiden, och WCT upphörde som organisation. Turneringarna spelas under beteckningen ATP-touren. Flera av dessa, bland andra Grand Slam-turneringarna och Tennis Masters Cup, samorganiseras av ATP och ITF. Det kan tilläggas att grundaren av WCT, Lamar Hunt, 1993 upptogs i International Tennis Hall of Fame för att hedra hans pionjärinsatser för organisering av professionell tennis. 
Tävlingarna på ATP-touren delas upp i Grand Slam som organiseras tillsammans med ITF och aktuella lokala klubbar, ATP Masters Series, ATP International Series Gold och ATP International Series. 
Årets åtta bästa singel- och dubbelpar framträder i säsongens sista tävling; Tennis Masters Cup. Av årets samtliga turneringar avgörs 52 utomhus och 17 inomhus. Trettioåtta av tävlingarna spelas på hard court, 25 på grus och endast sex på gräs.

## Nytt spelformat från år 2009
Till tävlingsäsongen 2009 genomfördes en omfattande förändring på ATP-touren, snarlik den som genomfördes på WTA-touren. De tre tävlingskategorierna International Series, International Series Gold och ATP Masters Series, som innan totalt innefattade 60 tävlingar, slopades. Istället infördes tre snarlika kategorier kallade 250 Series, 500 Series och Masters 1000. Siffrorna i kategorinamnen kommer av hur många rankingpoäng spelaren får för en seger i en tävling i den tävlingskategorin. I princip motsvarar de nya tävlingskategorierna de gamla, vilket innebär att 250 Series består av ungefär samma turneringar som tidigare International Series och så vidare. Grand Slam-tävlingarna består dock i sin tidigare form. Några turneringar föll dock bort och nya tillkom, däribland den nya masters-turneringen Shanghai Masters.

## Tävlingar

### Grand Slam
Omfattar de fyra största turneringarna, där 128 singelspelare och vardera 64 dubbel- och mixed dubbelpar tävlar om Grand Slam-titlarna. Grand Slam ger rankingpoäng, men räknas inte som ett ATP-evenemang. Det är istället ITF som ansvarar för Grand Slam-tävlingarna.
| Plats     | Namn                  | Bantyp                | Månad             | Singelsegrares prispengar (år 2019) |
| --------- | --------------------- | --------------------- | ----------------- | ----------------------------------- |
| Melbourne | Australiska öppna     | Hardcourt (Plexipave) | Januari           | AU$ 4,1 miljoner                    |
| Paris     | Franska öppna         | Grus                  | Maj-juni          | € 2,3 miljoner                      |
| London    | Wimbledonmästerskapen | Gräs                  | Juni-juli         | £ 2,35 miljoner                     |
| New York  | US Open               | Hardcourt (DecoTurf ) | Augusti-september | US$ 3,85 miljoner                   |

ATP-touren inkluderar även tävlingarna i kategorierna 250 Series, 500 Series och Masters 1000.

### Year end Championship
- ATP World Tour Finals, singel och dubbelturnering. I turneringen deltar de under året åtta högst rankade spelarna och dubbelparen, men där en Grand Slam-vinnare under samma år som rankas nummer 9-20 är garanterad den åttonde platsen. Tävlingarna har hållits i Shanghai, Houston (Texas), Sydney och Lissabon. 2023 hålls turneringen i Turin.